# Uwe Lüdtke
Uwe Lüdtke (* 15. November 1965 in Ludwigslust) ist ein ehemaliger deutscher Fußballspieler. In der höchsten Spielklasse des DDR-Fußballs, der Oberliga, spielte er für den FC Sachsen Leipzig.

## Sportliche Laufbahn

### Gemeinschafts-, Club- und Vereinsstationen
Organisiert mit dem Fußballsport begann Uwe Lüdtke 1972 unter dem Übungsleiter Hans Puls bei der BSG Fortschritt Neustadt-Glewe. 1978 wurde das Talent zum 1. FC Lokomotive Leipzig delegiert. Beim Fußballclub aus der Messestadt durchlief er die Nachwuchsmannschaften und zählte zum Kader der Lok-Elf in der Anfang der 1980er-Jahre wieder eingeführten Juniorenoberliga.
Im Sommer 1984 wurde der Elektromonteurlehrling in die Oberligamannschaft der Leipziger aufgenommen. In der höchsten Spielklasse des DDR-Fußballs wurde der 1,78 Meter große Abwehrspieler beim 1. FC Lok aber in den kommenden Spielzeiten nicht eingesetzt.
Vor der Saison 1985/86 wechselte er innerhalb der Messestadt zur BSG Chemie Leipzig in die zweitklassige Liga. Dort gehörte Lüdtke – unterbrochen von der einsatzlosen Phase von April 1988 bis Oktober 1989 – für fünf Jahre zur Stammelf der Leutzscher. Vor der letzten eigenständigen Saison des ostdeutschen Fußballs entstand aus der Fusion von Chemie Leipzig und der BSG Chemie Böhlen der FC Sachsen Leipzig. Für die Grün-Weißen absolvierte der ehemalige Juniorenauswahlspieler, nun auch oft im Mittelfeld verortet, in der finalen Oberligaspielzeit 22 Erstligaeinsätze.
In einer Qualifikationsrunde zur 2. Bundesliga gelang den Leutzschern nicht der Sprung in den gesamtdeutschen Profifußball. Seine Spuren im höherklassigen Sport verlieren sich im ersten Drittel der Premierensaison der Amateur-Oberliga im NOFV-Bereich. Für den FC Sachsen lief er in jenem Spieljahr bis September 1991 noch achtmal in der Südstaffel dieser neu gegründeten Spielklasse auf.

### Auswahleinsätze
Mit der DDR-Juniorenauswahl nahm der Leipziger Verteidiger an der U-18-EM 1984 teil. Beim Turnier in der Sowjetunion wurde er in zwei der drei Vorrundenspiele eingesetzt. Zuvor war er im Spätsommer 1983 beim Sieg der ostdeutschen Junioren bei den Jugendwettkämpfen der Freundschaft auf Kuba in einer Partie aufgeboten wurden.